# تهویه گردشی
تهویه گردشی (به انگلیسی: Displacement ventilation) یک روش توزیع هوای اتاق است که در آن هوای تصفیه شده بیرون از سطح کف وارد می‌شود و از بالای محوطه مسکونی، معمولا از بالای سقف، خارج می‌گردد.

## طراحی سامانه
یک سامانه تهویه گردشی معمولی، مانند سامانه‌ای که در فضای دفتر کار استفاده می‌شود، هوای خنک گردشی را از طریق یک افشانه با القای کم از یک دستگاه هدایت هوا (AHU) وارد می‌کند. هوای خنک توسط کف فضا پراکنده شده و سپس با گرم شدن هوا به سبب تبادل گرما با منابع گرمایی در فضا (مانند ساکنان، رایانه‌ها، روشنایی‌ها) بالا می‌رود. هوای گرمتر نسبت به هوای خنک دارای تراکم کمتری است، و لذا جریانهای همرفتی بالا رونده‌ای را تحت عنوان بالشتک گرمایی ایجاد می‌کند. سپس هوای گرم فضا را از بالای سقف اتاق ترک می‌کند. انواع افشانه‌ها از لحاظ کاربرد متفاوتند. افشانه‌ها را می‌توان روی دیوار («دیواری»)، گوشه اتاق («زاویه‌ای»)، یا روی کف اما نه کنار دیوار («ایستاده») نصب نمود. تهویه گردشی را می‌توان با دیگر منابع سرمایش و گرمایش، همچون چیلرهای تابشی سقفی یا گرمایش پایه دار ترکیب نمود.

## تاریخچه
تهویه گردشی نخستین بار در یک ساختمان صنعتی در اسکاندیناوی در سال ۱۹۷۸ استفاده گردید، و از آن پس در اسکاندیناوی معمولاً در کاربردهای اینچنینی، از جمله فضاهای اداری بکار می‌رود. در ۱۹۸۹، آمار تهویه گردشی به میزان ۵۰٪ در کاربردهای صنعتی و ۲۵٪ در ادارات کشورهای اسکاندیناوی تخمین زده شد. کاربر آن در ایالات متحده به اندازه اسکاندیناوی گسترده نبود. پژوهشهای معدودی برای ارزیابی عملی این کاربرد در بازارهای ایالات متحده بسته به انواع مختلف طراحی فضا و کاربرد در اقلیمهای گرم و مرطرب و نیز پژهشهایی برای سنجش کیفیت و میزان صرفه جویی انرژی بالقوه این رهیافت در ایالات متحده و دیگر مکانها انجام گرفته است.

## کاربردها
از جمله کاربردهای تهویه گردشی در فرودگاه بین‌المللی سواردایبومی در بانکوک تایلند، و در ساختمان مرکز پروژه‌های پروازی آزمایشگاه رانش جت ناسا، بوده است.

## مزایا و معایب

### مزایا
کیفیت هوای داخلی: گزارش مکرری از امتیاز تهویه گردشی درباره کیفیت هوای داخلی برتر بدست آمده از هوای آلوده خارح از اتاق است. برخلاف تهویه مرکب، تهویه گردشی هوای پاک را به داخل اتاق می‌آورد و آلودگیهای تولید شده توسط منابع گرمایی داخل اتاق را خارج می‌سازد، که به یک کیفیت برتر هوا می‌انجامد.
صرفه جویی در انرژی: مطالعات نشان داده‌اند که صرفه جویی انرژی تهویه گردشی در مقایسه با تهویه استاندارد مرکب، بسته به نوع کاربری، طراحی/تجمع/جهت و دیگر عوامل ساختمان، بیشتر است. پژوهش‌ها دراین باره در جریانند.

### معایب
محدودیتهای فضا: تهویه گردشی مناسبترین مورد برای فضاهای بلند تر (با ارتفاع بیش از ۳ متر [۱۰ فوت]) می‌باشد که در آن حجم گردش هوای زیادی برای موارد کیفیت هوا مورد نیاز است. تهویه مرکب استاندارد می‌تواند برای فضاهای کوچکتر که در آنها کیفیت هوا اهمیت چندانی ندارد، مانند یک دفتر کار یک نفره، و جایی که ارتفاع اتاق زیاد بلند نیست (یعنی کمتر از ۲/۳ متر [۷/۵ فوت]) بکار رود.
روش تهویه: به دلیل ویژگیهای بی مانند مطلوبیت گرمایی، تهویه گردشی بیشتر در موارد سرمایشی استفاده می‌شود تا گرمایش. در بسیاری حالات، یک منبع گرمایی جداگانه، همچون یک رادیاتور یا بخاری پایه دار، در طول دوره‌های گرمایشی بکار گرفته می‌شود.
آسایش گرمایی: تهویه گردشی می‌تواند در پی اختلاف گرمای عمودی سبب نامطلوبیت شود. یک رابطه جایگزینی جدانشدنی میان این دو مسئله وجود دارد: با افزایش حجم جریان (و توانایی خروج بار گرمایی بیشتر)، تغییرات دمای عمودی می‌تواند کاهش یابد، اما در عوض ممکن است سبب افزایش ریسک حرکت عمودی هوا گردد. ترکیب تهویه گردشی با چیلر تابشی سقفی راه حلی برای رفع این مشکل می‌باشد.
آلایش: از آنجا که یک امتیاز تهویه گردشی این است که کیفیت هوا بخاطر خروج آلودگیهای موجود در هوا بهبود می‌یابد، اینگونه تصور می‌گردد که تمام آلودگی توسط منابع گرمایی تولید می‌شود.

## راهبردهای طراحی
راهبردهای مختلفی برای پیشبرد طراحی سامانه‌های تهویه گردشی ارائه شده‌اند، از جمله:
- اسکیستاد، مونت، نیلسن، هاگستروم، ریلو (۲۰۰۲). تهویه گردشی در موارد غیر صنعتی. فدراسیون انجمنهای گرمایش و تهویه مطبوع اروپا.[۲]
- چن و گلیکسمن (۲۰۰۳). ارزیابی بازده و توسعه راهبردهای طراحی تهویه گردشی. آلتانا: اشرای.[۱]
- اسکیستاد (۱۹۹۴). تهویه گردشی. انتشارات مطالعات پژوهشی، جان ویلی و پسران، ساسیس غربی. انگلستان.

## پژوهش
تعدادی از پژوهشگران بر اثرات تهویه گردشی در فضاها تحقیق کرده‌اند. توجه مونت بیشتر روی کیفیت هوا، آلاینده‌ها و بالشتکهای همرفتی در طرحهای تهویه گردشی بیوده است. نیلسن بر روی تغییرات دما و توزیع در کاربردهای تهویه گردشی مطالعه نموده است. لیوچاک و نال بر امکان استفاده از تهویه گردشی در اقلیمهای گرم و مرطوب تحقیق کرده‌اند. لاودی و همکارانش بر مسئله ترکیب سامانه‌های تهویه گردشی با چیلرهای سقفی پژوهیده‌اند. ملیکف و همکاران یک ارزیابی میدانی بر تهویه گردشی انجام داده‌اند.